# Kunstmuseum Bern
Das Kunstmuseum Bern ist mit seiner Gründung im Jahr 1879 nach dem Kunstmuseum Basel eines der ältesten Kunstmuseen der Schweiz. Seit August 2016 wird es – gemeinsam mit dem Zentrum Paul Klee – von der Kunsthistorikerin Nina Zimmer geleitet.

## Geschichte

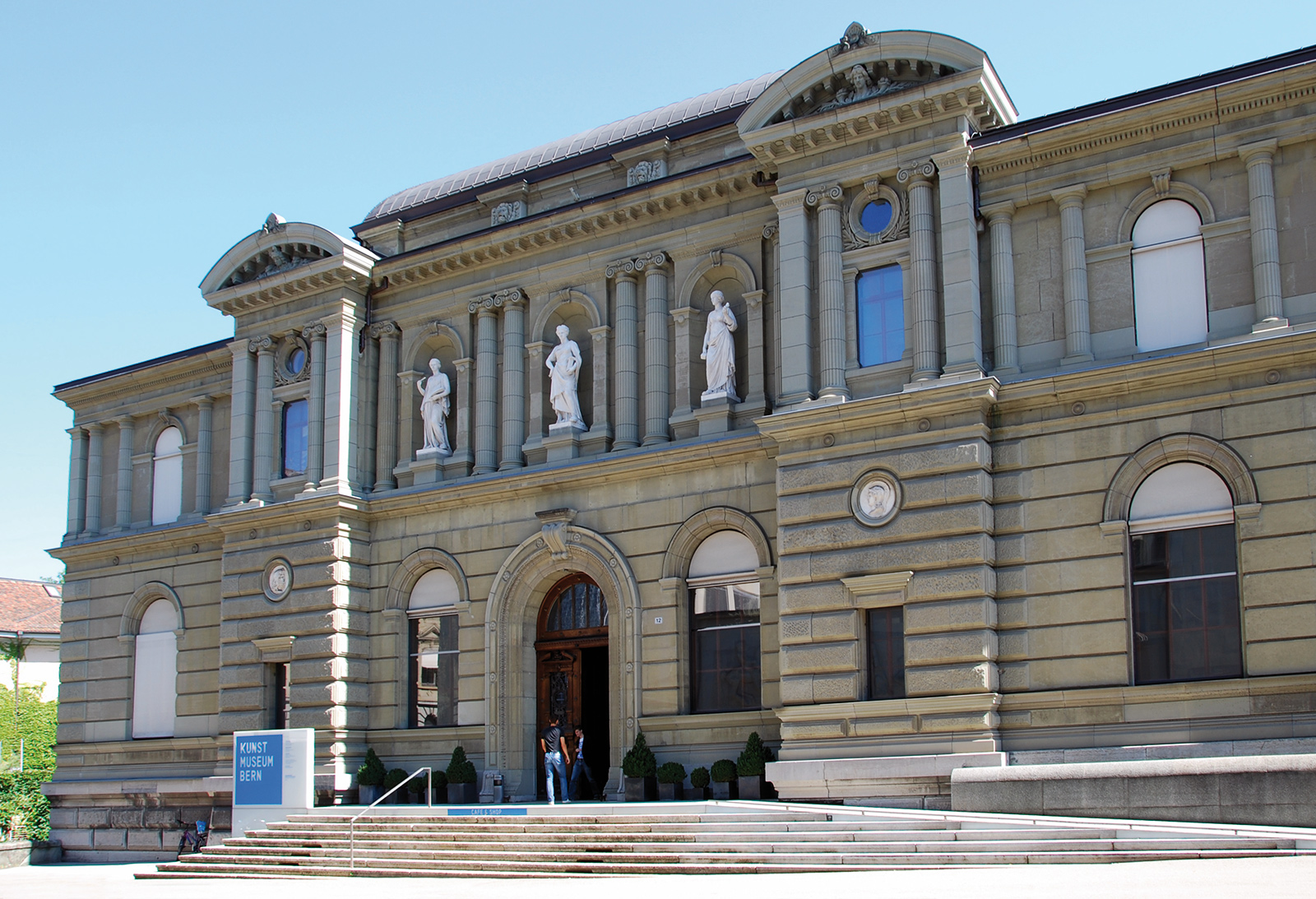
Das Kunstmuseum Bern, im September 2014

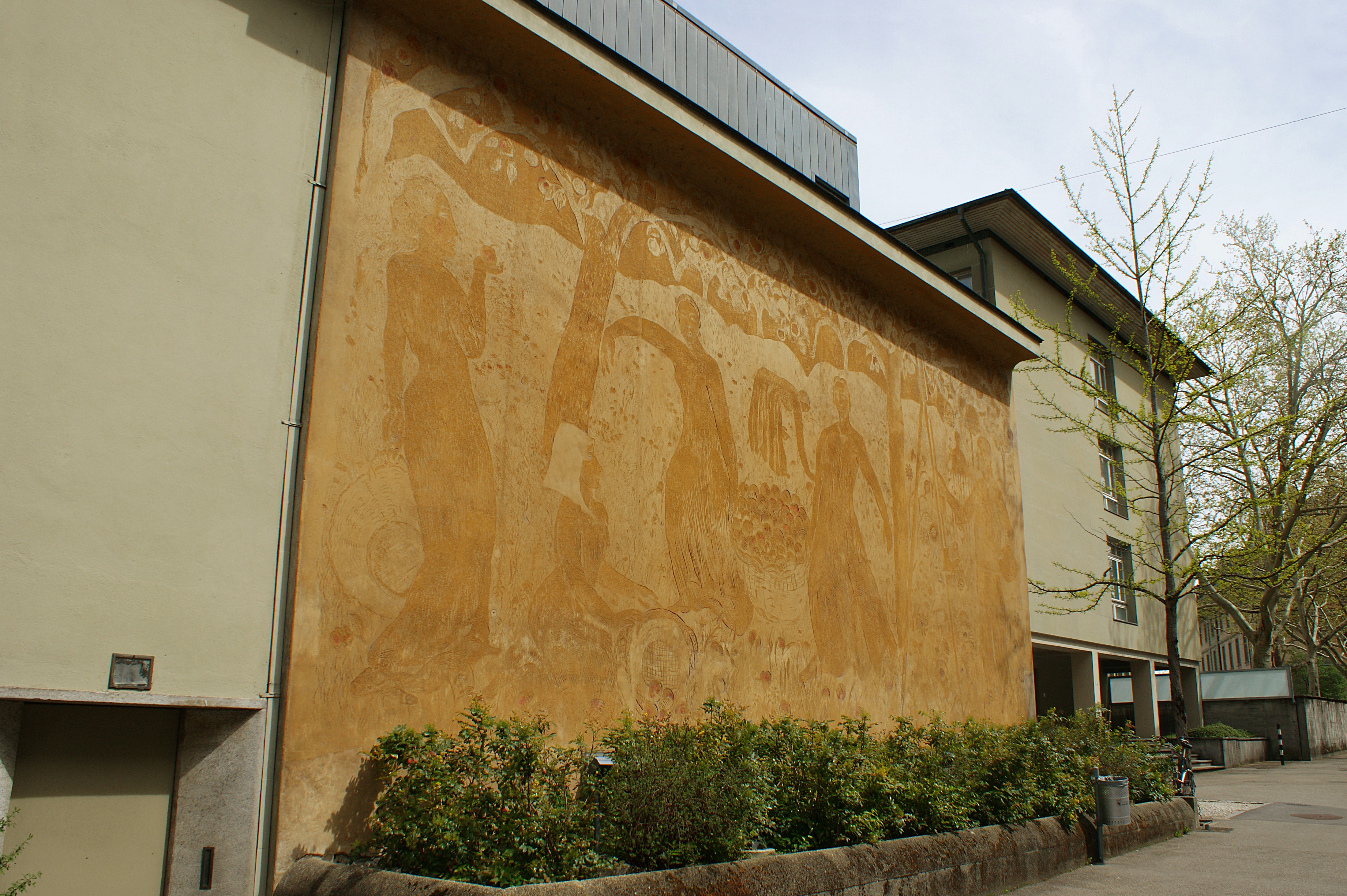
Sgraffito Obsternte von Cuno Amiet, 1936

### Institution
Die Wurzeln des Kunstmuseum Bern liegen in der Kunsterziehung. Die erste Kunstschule wurde im Jahr 1779 eingerichtet. 1805 folgte die Gründung der Bernischen Akademie in den Gebäuden des ehemaligen Franziskanerklosters. Für die Gipsabgüsse nach antiken Statuen, die als Geschenk der französischen Regierung nach Bern kamen, wurde dort ein «Antikensaal» eingerichtet. Die Abgüsse legten den Grundstein für die «Staatliche Kunstsammlung». 1820 wurden Teile der Sammlung des umtriebigen Kunstpublizisten und Kunsthändlers Sigmund Wagner angekauft. Werkgruppen von Johannes Dünz, Niklaus Manuel und Joseph Werner dem Jüngeren legten den Grundstock zu einem «Vaterländischen Gemälde-Museum».
Die 1813 gegründete Bernische Kunstgesellschaft zielte neben dem Austausch auf die Förderung des einheimischen Kunstschaffens. Zu ihren Aktivitäten zählten das Sammeln und die regelmässige Organisation von Ausstellungen. Von 1840 bis 1854 richtete sie alle zwei Jahre eine Schweizerische Kunstausstellung aus.
Bis 1864 waren die Berner Kunstsammlungen auf verschiedene temporäre Standorte verteilt: Stationen waren das spätgotische Antonierhaus, das barocke Stiftsgebäude beim Münster oder ein Zimmer im Erlacherhof. 1849 wurde die Staatliche Kunstsammlung mit der Sammlung der Kunstgesellschaft vereinigt und im Chor der Französischen Kirche gezeigt. Dieses Jahr markiert die eigentliche Gründung des Kunstmuseum Bern. Ab 1864 war die Sammlung für fünfzehn Jahre im Westflügel des neu erbauten Bundeshauses zu sehen.
2015 wurde die Dachstiftung «Kunstmuseum Bern – Zentrum Paul Klee» gegründet, wodurch die beiden Berner Institutionen eine gemeinsame strategische Führung erhielten.

### Gebäude
Das Gebäude des Kunstmuseums an der Hodlerstrasse 8–12 wurde von 1876 bis 1878 unter Eugen Stettler erbaut und 1879 bezogen. Der gründerzeitliche Prachtbau nach dem Neorenaissance-Entwurf Stettlers wurde am Rande des historischen Stadtplateaus als urbaner Konterpart zum Bundeshaus errichtet. An der Fassade stellen zwei Rundmedaillons von Raphael Christen Zeus und Minerva dar. Von 1932 bis 1936 wurde unter den Architekten Karl Indermühle und Otto Salvisberg ein neusachlicher, moderner Seitenflügel errichtet, der direkt an den Stettlerbau anschloss. Der am 29. Februar 1936 eröffnete Bau bot unverzierte weisse Wände, die im Obergeschoss von Oberlichter erhellt wurden – eine ideale Architektur für die zeitgenössische Moderne, die später dort Einzug halten sollte. Stattdessen dominierten zur Entstehungszeit Schweizer Künstler, die mit einem rustikalen Realismus dem Zeitgeist der «geistigen Landesverteidigung» huldigten. Entsprechend wurde auch der Bauschmuck – ein Sgraffito an der Fassade hin zur Hodlerstrasse mit dem Thema «Apfelernte» von Cuno Amiet – ausgeführt. Berner Künstler, die progressive Strömungen vertraten, protestierten mit einer nächtlichen Teer-Attacke auf das Sgraffito. Eine zweite Erweiterung mit zusätzlichen Flächen für die Sammlung, einem Kino, Büro-, Seminar- und Bibliotheksräumen sowie einem Café anstelle des sogenannten Salvisberg-Baus erfolgte 1983 durch das Berner Architekturkollektiv Atelier 5. Der Erweiterungsbau von Indermühle/Salvisberg wurde mit Ausnahme der Strassenfront abgebrochen. Die Untergeschosse wurden in den Hang um mehrere Stockwerke erweitert. Die ehemalige Strassenfassade, eine geschlossene Mauer, wurde belassen und um eine blechverkleidete, einfache Stahlkonstruktion ergänzt. 1993 musste der Atelier 5-Bau einer dringenden bautechnischen Sanierung unterzogen werden. Die Renovierung der historischen Treppenhalle im Stettlerbau wurde 1999 abgeschlossen.
2006 wurde ein Projektwettbewerb für einen Erweiterungsbau durchgeführt, um die Ausstellungsfläche insbesondere für die Gegenwartskunst zu erweitern und eine sichere Anlieferung zu gewährleisten. Die beiden erstprämierten Projekte «angebaut» und «Scala» scheiterten – ersteres aufgrund des Denkmalschutzes, das zweite aus Kostengründen. Ein Modernisierungsprojekt, das die Sanierung und Erweiterung des A5-Baus vorsah, scheiterte 2017 am Vergabeverfahren. Auch ein für die Jahre 2018–2020 geplanter interner Umbau des Atelier 5-Baus, der durch den Auszug des Kunsthistorischen Instituts der Universität Bern möglich gewesen wäre, wurde sistiert. Im Herbst 2017 sagte Hansjörg Wyss seine Unterstützung einer Erweiterung des Kunstmuseum Bern für zeitgenössische Kunst an, für den Fall, dass das Projekt «angebaut» doch noch realisiert würde. Daraufhin erfolgten Gespräche vonseiten des Museums, der Stadt und des Kantons. Unter Einbeziehung von Architekturexperten wurde 2018 eine Machbarkeitsstudie erarbeitet. Wichtige Themen der Studie waren eine städtebauliche Aufwertung der Hodlerstrasse sowie der bekannte dringende Sanierungsbedarf des Erweiterungsbaus. Unter dem Titel «Zukunft KMB» wurden im Sommer 2019 Gespräche mit allen kantonalen und städtischen Behörden, Verwaltungen, Partner, assoziierten Stiftungen, Fördervereinen, Organisationen der Berner Kultur, Denkmalpflege, Heimatschutz, Architektur- und Wirtschaftsverbänden Gespräche geführt und öffentliche Panels veranstaltet. Die Ergebnisse sind in ein Projektdossier mit drei Lösungsvorschlägen eingeflossen, welche die Entscheidungsgrundlage für die Finanzierung und einen Architekturwettbewerb bilden.

### Sammlung
Die Sammlung reicht von der Gotik bis zur Gegenwart. Sie umfasst über 4.000 Gemälde und Skulpturen, sowie rund 48.000 Zeichnungen, Druckgraphiken, Fotografien, Videos und Filme. Insbesondere der Bereich der Klassischen Moderne gilt als international bedeutend. Den Grundstock zur Sammlung bilden ein Dutzend Gemälde, die 1820 vom Kanton Bern erworben wurden. Weitere Schwerpunkte sind das italienische Trecento (z. B. Duccio di Buoninsegna), bernische Kunst seit dem 15. Jahrhundert (Niklaus Manuel, Albert Anker, Ferdinand Hodler), französische Kunst von Eugène Delacroix und Gustave Courbet bis Salvador Dalí und André Masson, der deutsche Expressionismus um Ernst Ludwig Kirchner und neuere Kunstrichtungen von Jackson Pollock bis in die Gegenwart.
Als 1944 der ehemalige Leiter der Kunsthalle, Max Huggler, Direktor des Kunstmuseum Bern wurde, verschob sich der Sammlungsschwerpunkt hin zu einem internationaleren Profil. Zum «Vegetationspunkt» seiner Sammlungspolitik erklärte Huggler Paul Klee. Nach dem Tod Lily Klees, der Witwe Paul Klees, gründete eine Gruppe von Berner Sammlern 1946 die Klee-Gesellschaft, aus der ein Jahr später die Paul-Klee-Stiftung hervorging. Die umfangreichen Bestände wurden ab 1952 im Kunstmuseum Bern aufbewahrt. 2005 wurde ein grosser Teil des Werks von Paul Klee in das Zentrum Paul Klee überführt, das am 20. Juni 2005 eröffnet wurde. Die Architektur von Renzo Piano beherbergt seitdem mit rund 4.000 Werken die weltweit bedeutendste Sammlung von Gemälden, Aquarellen und Zeichnungen Klees, sowie Archivalien und biografische Materialien aus allen seinen Schaffensperioden. Es befinden sich nach wie vor Werke des Künstlers im Bestand der Sammlung des Kunstmuseum Bern, wie beispielsweise sein Meisterwerk von 1932, Ad Parnassum.
Neben den Ankäufen, die das Kunstmuseum Bern selbst getätigt hat, setzt sich die reichhaltige Sammlung mehrheitlich aus grosszügigen privaten und institutionellen Schenkungen, Legaten und Dauerleihgaben zusammen. So schenkte der in Bern Kunstgeschichte lehrende Hans Hahnloser, Sohn des Winterthurer Sammlerpaares Arthur Hahnloser und Hedy Hahnloser-Bühler, dem Museum 1946 Félix Vallottons L’Enlèvement d’Europe und 1971 Vincent van Goghs Verblühte Sonnenblumen. Huggler pflegte zudem freundschaftliche Beziehungen zum Kunsthändler und Sammler Georges F. Keller. 1952 gelangte ein Teil der Sammlung Keller als Depositum an das Haus. Mit Kellers Tod ging die Sammlung – darunter Hauptwerke von Paul Cézanne, Edgar Degas, Pierre-Auguste Renoir, Henri Matisse, Chaïm Soutine, Pablo Picasso und Salvador Dalí – an das Kunstmuseum Bern über.
1954 wurde die Sammlung des Berner Kaufmanns Hermann Rupf, welche unter anderem Werke von Picasso, Georges Braque und den Fauves sowie umfangreiche Werkgruppen von Fernand Léger, Juan Gris und André Masson umfasst, dem Kunstmuseum Bern anvertraut und in eine Stiftung überführt. 1961 hinterlegte der «Verein Ernst Kreidolf» seine Werke im Kunstmuseum Bern. Daneben erweiterten unter anderem Schenkungen von Nell Walden und Marguerite Arp-Hagenbach ab den 1960er-Jahren die Sammlung. Seit 1975 befindet sich der Nachlass von Adolf Wölfli im Kunstmuseum Bern. 1979 gelangten mit der Stiftung Othmar Huber Spitzenwerke von Picasso, Klee, Franz Marc, Alexej von Jawlensky und Wassily Kandinsky als Deposita ans Kunstmuseum. Die Stiftung des Berner Sammlerpaares Anne-Marie und Victor Loeb schloss mit herausragenden Arbeiten von Johannes Itten, Victor Vasarely, Camille Louis Graeser, Max Bill und Richard Paul Lohse, von Fucio Fontana und Piero Manzoni, Jean Tinguely und Jesús Rafael Soto Lücken im Bereich der konstruktiven Kunst sowie der Nachkriegsavantgarde.
In den 1980er-Jahren nahm das Kunstmuseum Bern das Legat Meret Oppenheim sowie zahlreiche Schenkungen entgegen, so von Eberhard W. Kornfeld und von Marlies H. Kornfeld. 1992 schloss sich die Johannes-Itten-Stiftung dem Kunstmuseum Bern an. Das Stiftungsgut ist im Kunstmuseum deponiert und umfasst mehr als 100 Arbeiten von Johannes Itten sowie Tagebücher und Schülerarbeiten aus seinem Unterricht. In den letzten Jahrzehnten wuchs die Sammlung des Kunstmuseum Bern vor allem um Werke der Gegenwartskunst an. Dies war möglich unter anderem dank der Schenkungen des Berner Galeristen und Sammlers Toni Gerber und der Stiftung Kunst Heute sowie durch Partnerschaften mit neuen Stiftungen. Das Kunstmuseum Bern verfügt heute mit den Beständen seiner Partenerstiftungen GegenwART, Kunsthalle Bern sowie der Bernischen Stiftung für Fotografie, Film und Video über eines der wichtigsten Gegenwartskonvolute der Schweiz.

## Abbildungen

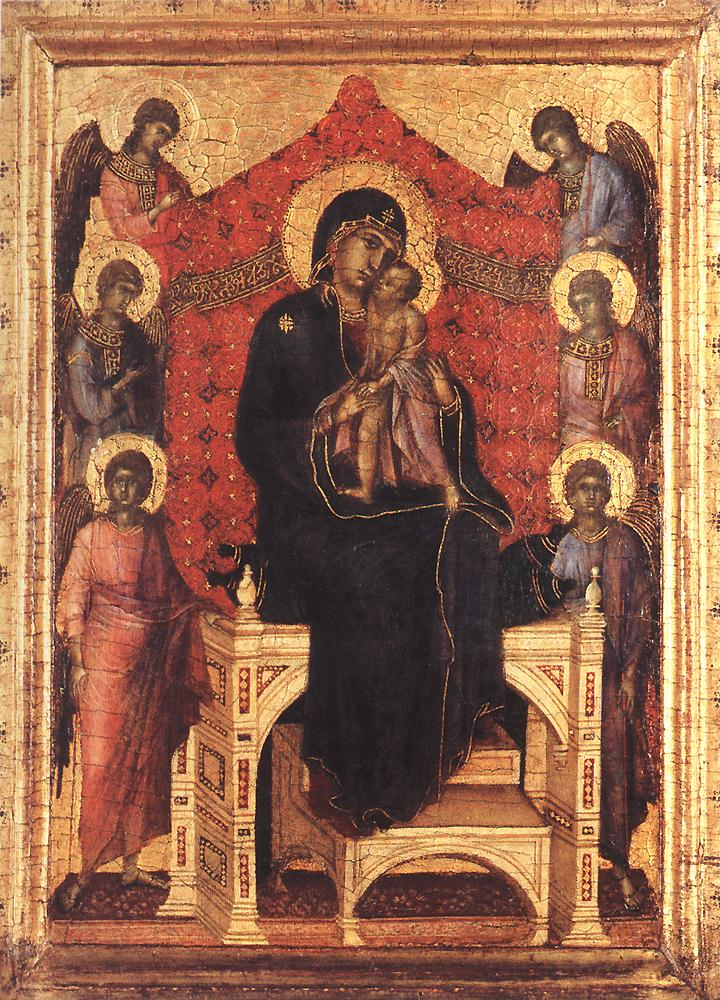
Duccio di Buoninsegna, Maestà, um 1290–1295
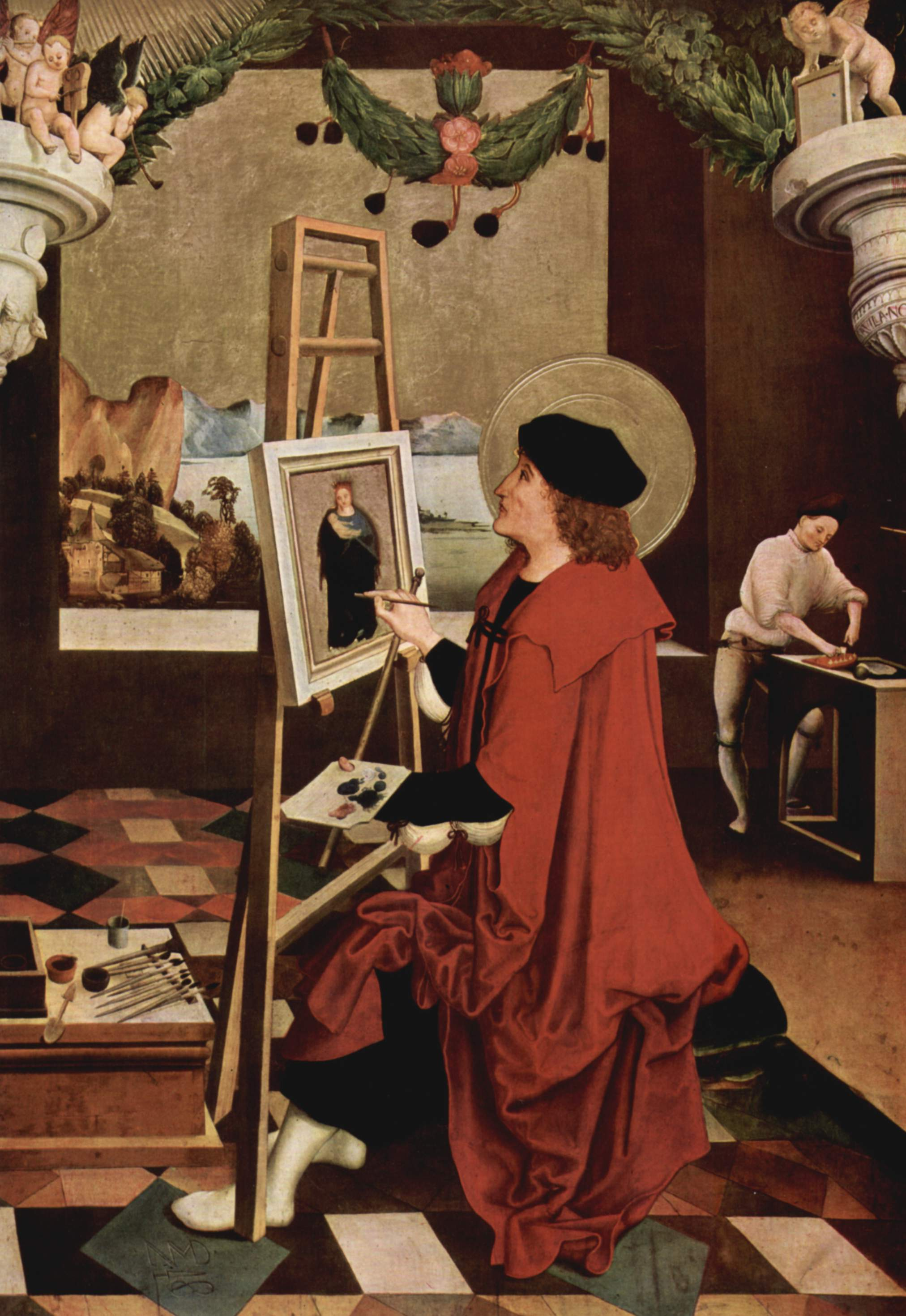
Niklaus Manuel Deutsch: Der heilige Lukas malt die Madonna, 1515
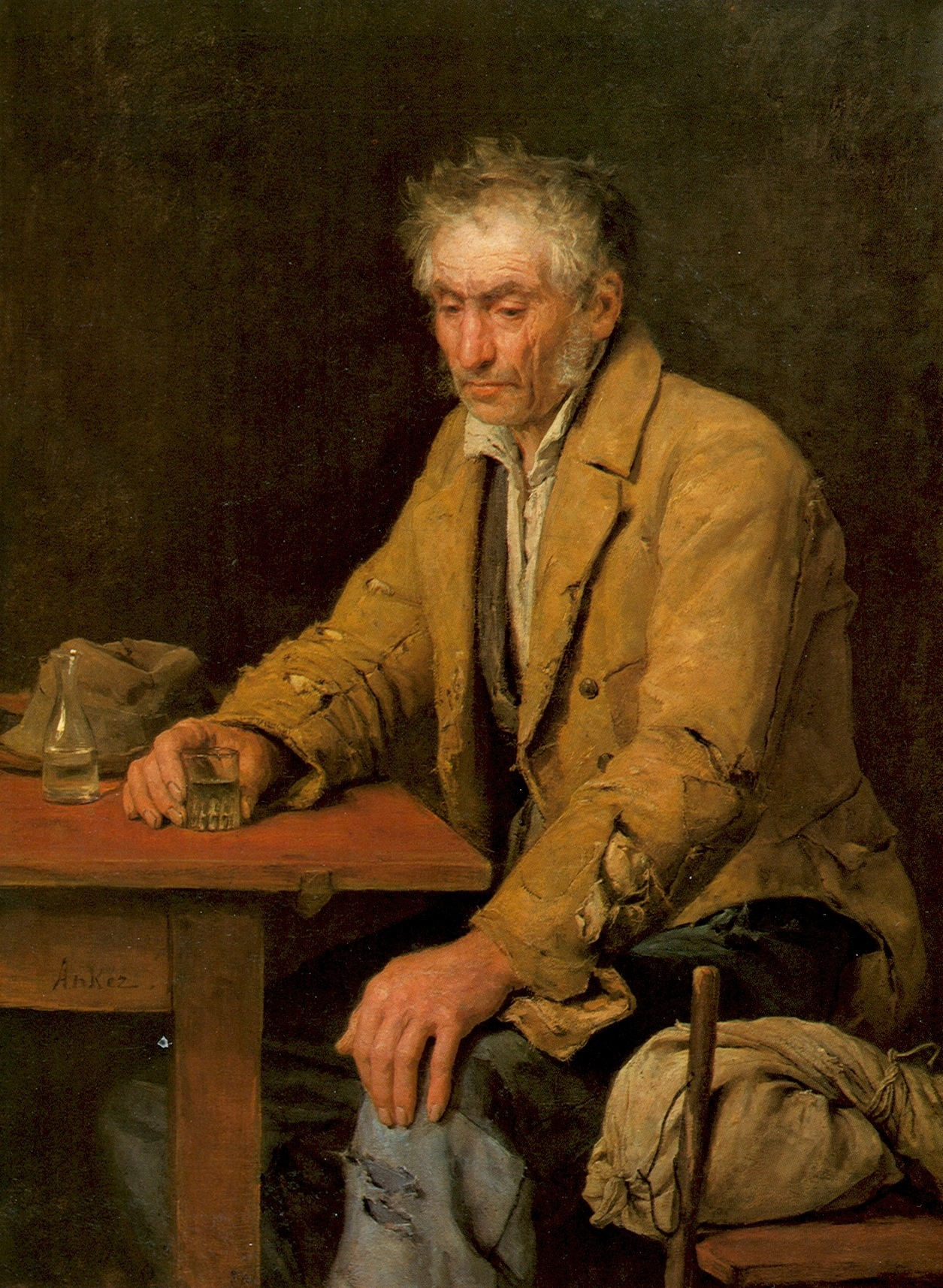
Albert Anker: Der Trinker, 1868
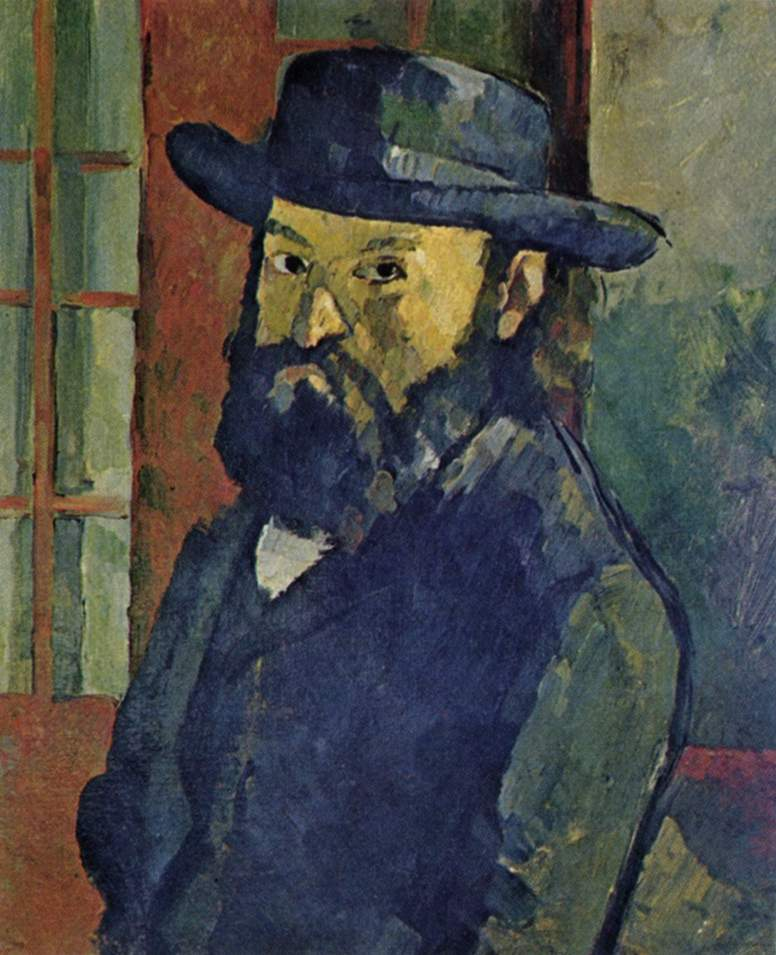
Paul Cézanne: Selbstporträt, 1879–1882
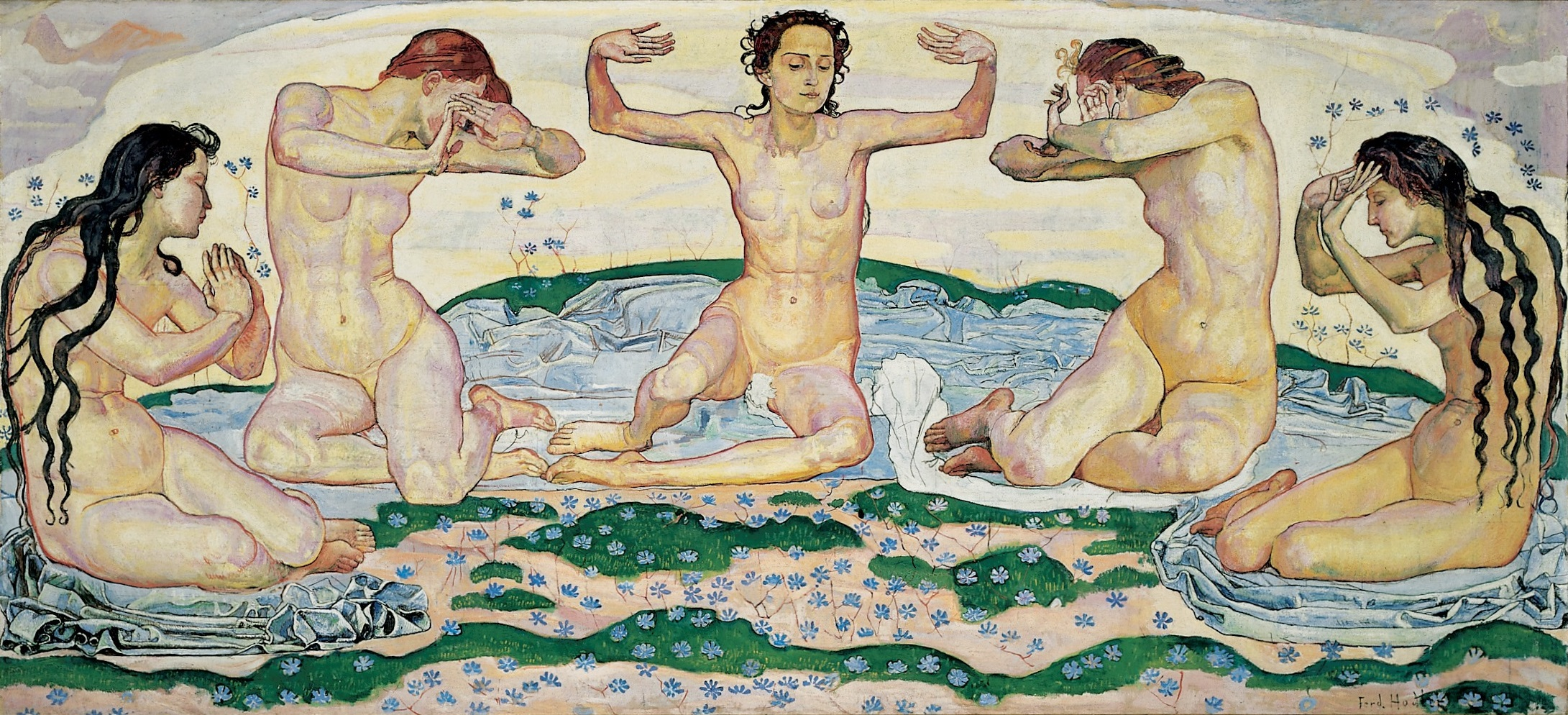
Ferdinand Hodler: Der Tag, 1900
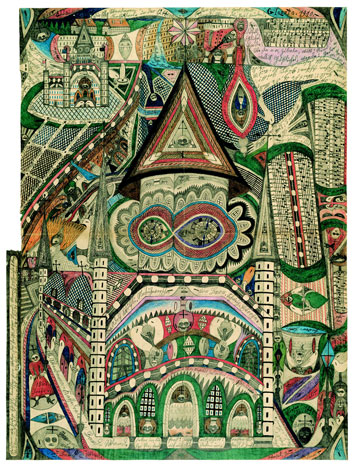
Adolf Wölfli: Die Skt-Wandanna-Kathedrale in Band-Wand, 1910
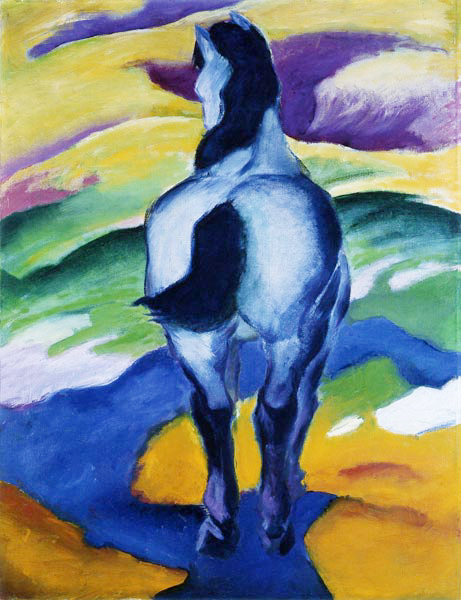
Franz Marc: Blaues Pferd II, 1911
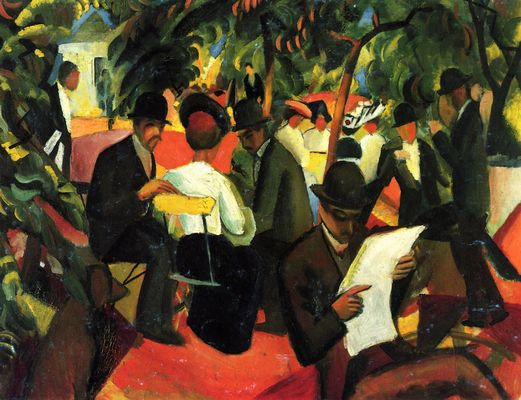
August Macke: Gartenrestaurant, 1912
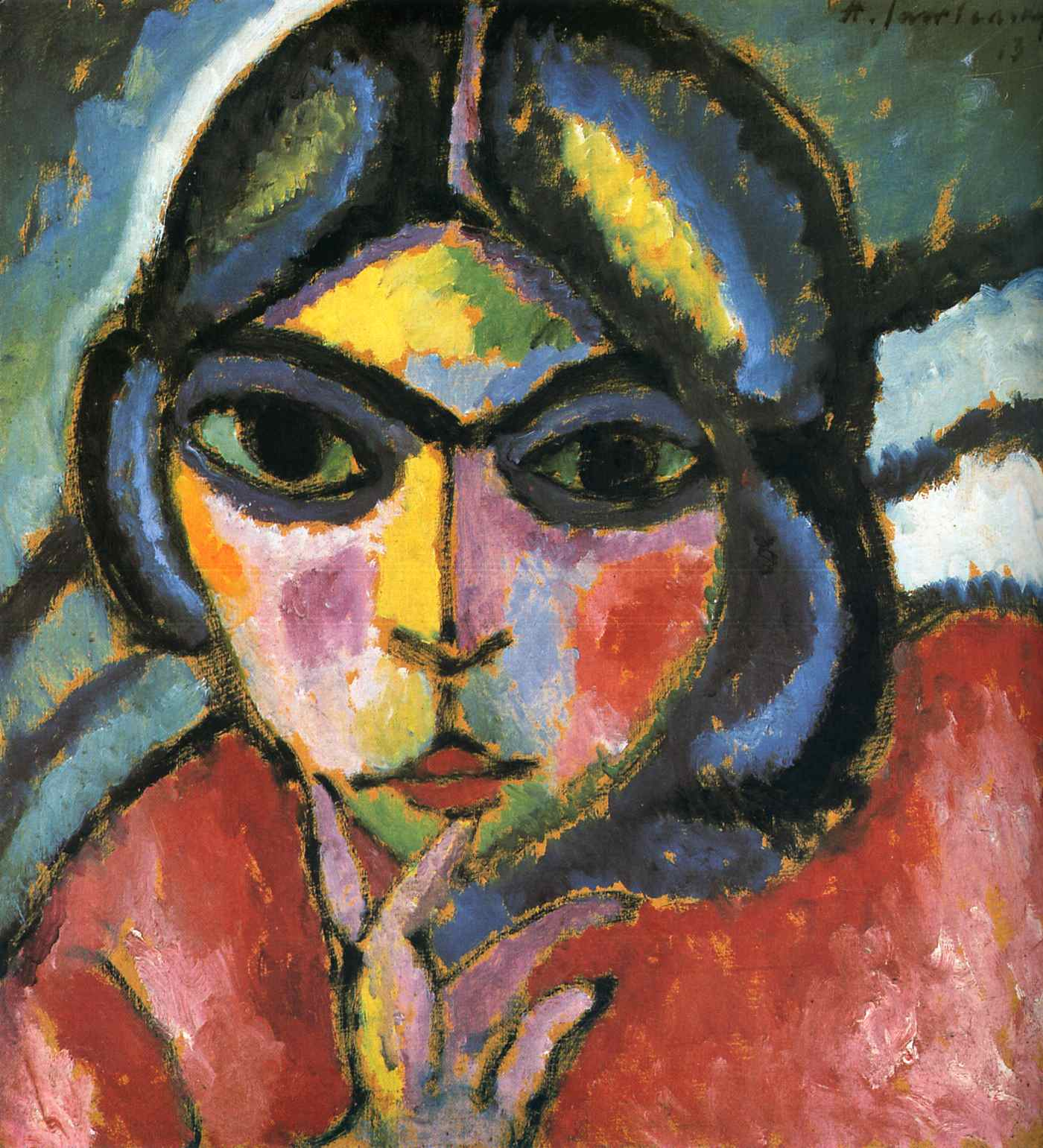
Alexej von Jawlensky: Sinnende Frau, 1913
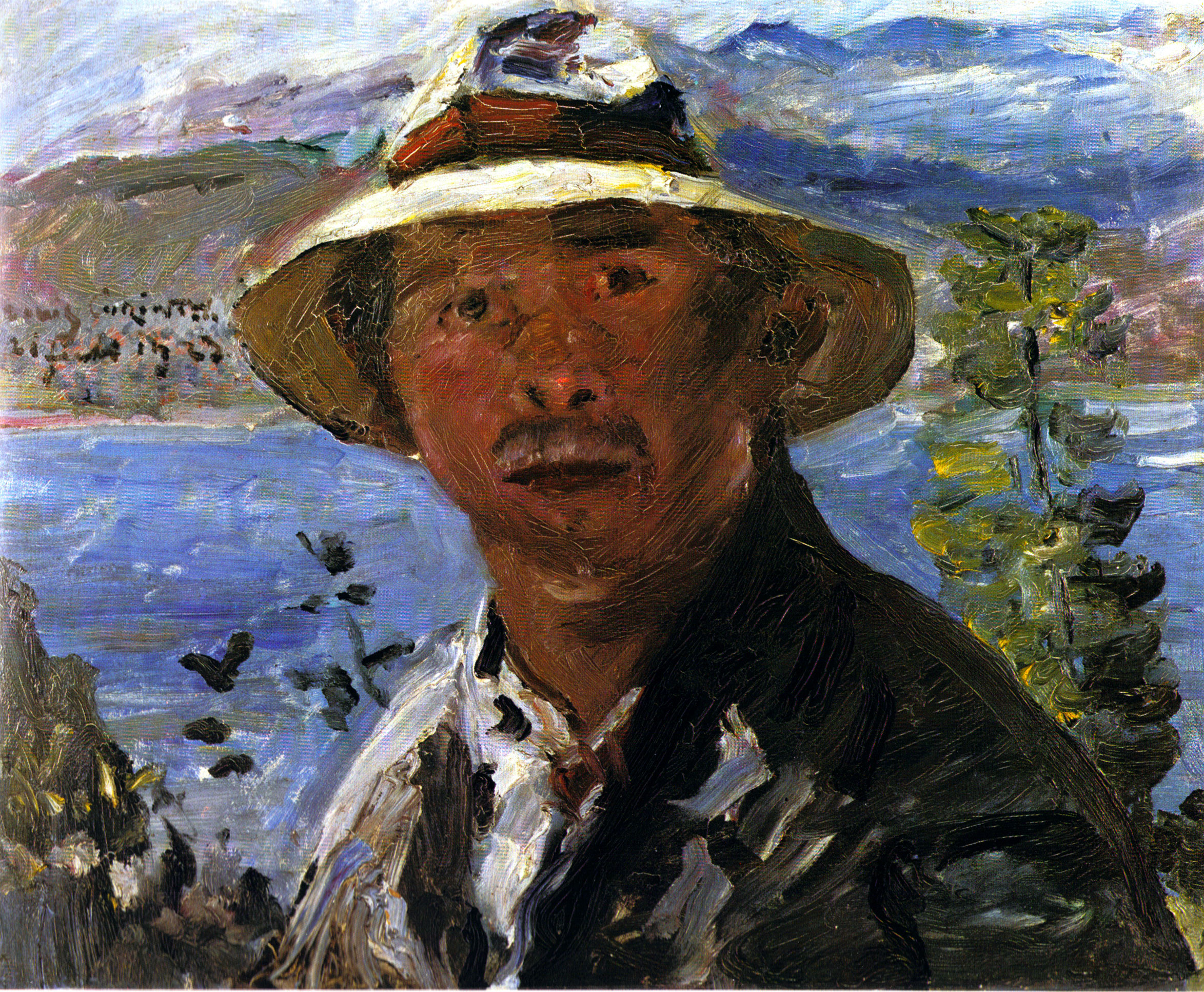
Lovis Corinth: Selbstporträt mit Strohhut, 1923
Paul Klee: Ad Parnassum, 1932

## Sammlung Gurlitt
2014 erbte das Kunstmuseum Bern den Nachlass von Cornelius Gurlitt. Im Anschluss wurde die schweizweit erste Abteilung für Provenienzforschung aufgebaut, die vor allem durch Zuwendungen von privaten Stiftungen finanziert wird.
Das Vermächtnis wirft eine Fülle rechtlicher und auch ethischer Fragen auf. Es sind bis jetzt nur Werke mit gesicherten Eigentumstiteln nach Bern gelangt. Das Amtsgericht München und das bayerische Justizministerium betonten, das Museum erbe nicht nur die Bilder, sondern auch die damit verbundenen Pflichten. Das Museum müsse daher auch die von Gurlitt Anfang April unterzeichnete Vereinbarung bezüglich der Provenienzforschung einhalten. Alle Bilder, welche unter dem Verdacht der Raubkunst stünden, würden danach auf unbestimmte Zeit in staatlichem Gewahrsam in Deutschland verbleiben. Dort würden sie von Forschern analysiert und Ansprüche von Erben damaliger Opfer des NS-Regimes abgeklärt. Laut den Forschern der mit der Herkunftsanalyse betrauten Task Force Schwabinger Kunstfund standen ursprünglich ungefähr 400 Werke aus Gurlitts Sammlung unter dem Verdacht, Raubkunst zu sein. Zwischenzeitlich unterstützten fünf Verwandte Gurlitts den Wunsch des verstorbenen Sammlers, seine Sammlung in die Schweiz zu geben. Sie stellten sich damit gegen den Grosscousin Ekkehard Gurlitt, der für einen Verbleib der Kunstwerke in Bayern votierte.
Das bayerische Kunstministerium kündigte im Jahr 2014 an, die Gurlitt-Sammlung müsse auf ihre Bedeutung für das deutsche Kulturgut überprüft werden und wies auf das Gesetz zum Schutz deutschen Kulturgutes gegen Abwanderung hin, das greifen könnte. Das deutsche Kulturgutschutzgesetz (KGSG) besagt, dass Werke, die im «Verzeichnis national wertvolles Kulturgut» gelistet sind, bei Ausfuhr ins Ausland eine amtliche Genehmigung benötigen.
Am 22. November 2014 entschied der Stiftungsrat des Kunstmuseums Bern den Nachlass Gurlitts anzutreten, was zwei Tage später in einer Pressekonferenz in Berlin öffentlich gemacht wurde.
Ab November 2017 zeigte das Kunstmuseum Bern in einer Doppelausstellung gemeinsam mit der Bundeskunsthalle in Bonn eine Auswahl von Werken aus dem Nachlass von Cornelius Gurlitt. Unter den Titeln «Bestandsaufnahme Gurlitt. – Entartete Kunst – Beschlagnahmt und verkauft» und «Bestandsaufnahme Gurlitt Teil 2. – Der NS-Kunstraub und die Folgen» zeigte das Kunstmuseum Bern rund 160 Werke, von denen die meisten als «entartete Kunst» in deutschen Museen beschlagnahmt worden waren. Erstmals wurden hiermit die Werke, die der Kunsthändler Hildebrand Gurlitt in den 1930er- und 1940er-Jahren erworben hatte, im historischen Kontext gezeigt.

## Filme
- Kunstmuseum Bern und Zentrum Paul Klee (= Museums-Check. Folge 48). Reportage, 30 Min., Moderation: Markus Brock, Produktion: 3sat. Erstausstrahlung: 3. Dezember 2017.[12]